# Mandevilla pycnantha
Mandevilla pycnantha là một loài thực vật có hoa trong họ La bố ma. Loài này được (Steud.) Woodson mô tả khoa học đầu tiên năm 1932.